# SETI

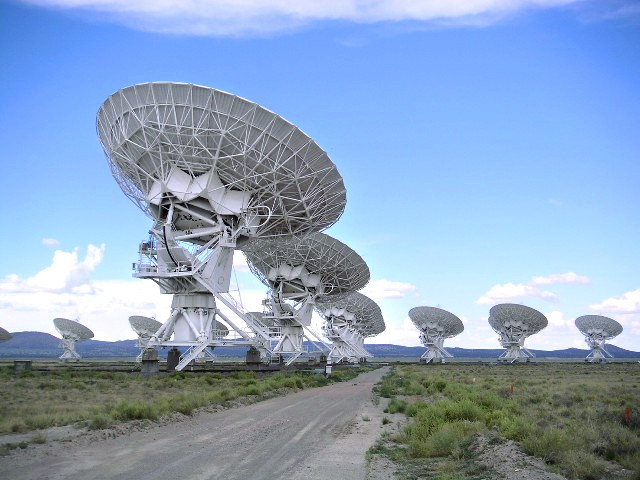
Радіотелескоп Very Large Array, Нью-Мексико, США

SETI (від англ. Search for Extraterrestrial Intelligence) — проєкт із пошуку позаземних цивілізацій.
Деякі астрономи давно вважають, що планет у Всесвіті так багато, що навіть якщо невелика частина пристосована для життя, то тисячі або навіть мільйони планет повинні бути населеними (див. рівняння Дрейка, парадокс Фермі). Останні досягнення астрономії та фізики закріпили уявлення про існування багатьох планетних систем, пристосованих для зародження, розвитку та існування життя. Але якщо десь там існують розвинуті цивілізації, то як нам встановити з ними контакт?

## Засади проєкту
Один з виходів вбачають в підтриманій NASA програмі прослуховування електромагнітних сигналів штучного проходження — в надії, що кожна технічно розвинута цивілізація повинна дійти до створення систем радіо-телевізійних або радіолокаційних сигналів — таких, як на Землі. Найдавніші на Землі електромагнітні сигнали могли дотепер розсіятись по всіх напрямках на відстань майже 100 світлових років. Спроби виділити чужі сигнали, направлені до Землі, досі залишаються безуспішними, але число «перевірених» таким чином зірок менш ніж 0,1% числа зірок, що ще чекають дослідження, якщо існує гіпотетична імовірність знаходження позаземних цивілізацій.

### Базові документи
В рамках проєкту прийнято http://www.elite-games.ru/setiathome/work.shtml [Архівовано 27 вересня 2011 у Wayback Machine.] (англ. A Declaration of Principles Concerning Activities Following the Detection of Extraterrestrial Intelligence).

## Стан проєкту
Проєкт «SETI» (SETI рифмується з англ словом jetty — «причал») фінансується з великим клопотом та існує на дуже невеликі кошти починаючи з 1980-х років.
Агентство NASA розробило технології використання новітніх комп'ютерів та обробки сигналів, дозволяючи вести ширші пошуки.[джерело?]
В питанні про користь проєкту «SETI» думки вчених розділились, деякі з них вважають весь цей проєкт антинауковим. Але прибічники проєкту вказують на величезну віддачу на невеликі вклади, яку повинні дати радіоконтакти з іншими світами. Захисники «SETI», такі як Карл Саган, зберігають дистанцію між собою та прибічниками існування НЛО, стверджуючи, що візити НЛО — це скоріш за все бажання, ніж застосування науки.